# الجبل (الرقامي عبد الله)

تعديل مصدري - تعديل

الجبل محلة تابعة لقرية الرقامي عبد الله، التابعة لعزلة الدعيس بمديرية بعدان إحدى مديريات محافظة إب في الجمهورية اليمنية، بلغ تعداد سكانها 26 حسب تعداد اليمن لعام 2004.